# Juan de Ajuriaguerra
Juan de Ajuriaguerra Ochandiano (Bilbao, 6 de agosto de 1903 - Ayegui, Navarra, 25 de agosto de 1978) fue un político de ideología nacionalista vasca y dirigente del Partido Nacionalista Vasco (PNV), que llegó a presidir en el exilio.

## Infancia y juventud
En Bilbao, su ciudad natal, realizó sus primeros estudios en el colegio de los Agustinos. En su época estudiantil, comenzó a interesarse por el nacionalismo vasco, uniéndose a un grupo de "mendigoizales", montañeros que compartían la ideología nacionalista, uno de los ámbitos de sociabilidad y difusión más populares del mundo nacionalista.
A los 17 años se trasladó a Alemania, donde comenzó la carrera de ingeniero químico, que abandonó para volver de nuevo a Bilbao, donde finalizó sus estudios como ingeniero industrial en junio de 1927. Trabajó en la empresa Babcock & Wilcox hasta el comienzo de la guerra civil española. 
En 1934 fue elegido miembro del Bizkai Buru Batzar (BBB), órgano ejecutivo del PNV en Vizcaya, donde permaneció hasta el 28 de agosto de 1937, siendo sustitudio por Antón Ormaza.
Fue el hermano mayor del reconocido neuropsiquiatra y psicoanalista, Julián de Ajuriaguerra.

## La Guerra Civil (1936-1937)
Durante la Guerra civil, creado ya el Gobierno Vasco presidido por el lendakari peneuvista José Antonio Aguirre, fue responsable de organizar un aparato de propaganda para tratar de neutralizar la labor de los servicios franquistas en Francia.
Como dirigente del PNV, tras la toma de Bilbao, y expulsado el Ejército Vasco de Euzkadi, en vez de seguir combatiendo, Ajuriaguerra fue uno de los negociadores del Pacto de Santoña (agosto de 1937), por el que el Ejército Vasco se rendía al ejército italiano bajo una serie de condiciones, sin que haya constancia de que el lehendakari Aguirre diera su beneplácito. Franco no aceptó los términos del pacto y Ajuriaguerra, como otros dirigentes rendidos, ingresó en la cárcel, siendo condenado a muerte en 1937. La pena, sin embargo, no llegó a ejecutarse, siendo conmutada posteriormente por cadena perpetua.
Ante el incumplimiento de los términos del pacto y el fusilamiento el 15 de octubre de 1937 de un grupo de dirigentes (nacionalistas, socialistas, comunistas, cenetistas y soldados del ejército vasco), decidió manifestarse en huelga de hambre, actitud que solo depuso por la insistencia de los miembros de su partido, aunque se negó a redimir penas por el trabajo. 
A lo largo de seis años permaneció preso recorriendo diversas cárceles y sufrió varias sanciones, tras haberse negado a dirigir como ingeniero las obras de un batallón de castigo. En la cárcel continuó su actividad organizando la resistencia antifranquista y comenzó a poner las bases de Eusko Naia, el proyecto de organización paramilitar del PNV. A lo largo de 1942 trató de crear desde la prisión de Burgos un denominado "Bloque Nacional Vasco". Fue excarcelado en Canarias en 1943 y confinado en Pamplona.

## Su labor en el exilio
Continuó su actividad tratando de coordinar las actividades del servicio de información del PNV, donde colaboraría con agentes británicos y estadounidenses. Ajuriaguerra extendió la estructura hacia la formación de otros grupos en Madrid, encargando esta misión a Joseba Rezola y a Elósegui como intermediario.
En 1946, y a instancias del EBB, volvió a pasar a la clandestinidad. Durante ese periodo mantuvo contactos con otros miembros del partido en el interior, como Luis María Retolaza o Gerardo Bujanda. Durante esta fase se dedicó a asegurar la pervivencia de su partido, destacando como el hombre fuerte del mismo. Fue uno de los máximos responsables de diversas movilizaciones antifranquistas y de los Aberri Eguna (días de la patria vasca) convocados durante esta época. La huelga general de 1947 constituyó uno de los capítulos más importantes de los años cuarenta, impulsada por la denominada "Junta de Resistencia". Ese mismo año participó en la formación, junto con el Lehendakari Aguirre, de los Nuevos Equipos Internacionales, precedentes de la Unión Mundial Demócrata Cristiana.
A finales de los años cuarenta Ajuriaguerra mantuvo diversos contactos como dirigente del PNV con la Alianza Nacional de Fuerzas Democráticas y representantes civiles y militares monárquicos. Todo ello se desarrollaba en medio de una coyuntura marcada por la moderación, que llevó al EBB a aprobar la declaración política del 5 de marzo de 1949, una de las más importantes de la época. En ella se deja la puerta abierta a posiciones posibilistas que no contemplaban la inmediata reposición del Gobierno en el interior del País Vasco. Este pronunciamiento, defendido por el Lendakari Aguirre y por el propio Ajuriaguerra, se produjo en medio de un posible acercamiento entre el gobierno republicano y los monárquicos, pero provocó el rechazo de algunos significativos dirigentes nacionalistas, como Manuel de Irujo.
En febrero de 1952, tras la huelga de 1951, se vio obligado a refugiarse provisionalmente en Francia, donde trabajó como peón cerca de Lyon, bajo el nombre de "Juan Axpe". La represión y ciertos problemas creados acerca de la organización de los servicios de información influyeron en este alejamiento. Poco después fue visitado por Aguirre, Landáburu y Mitxelena, quienes le solicitaron su regreso.
Desde Francia realizaría numerosos viajes clandestinos hacia el interior tratando de reorganizar la lucha del PNV en el País Vasco, durante los cuales utilizó otros nombres en clave, como "Arteche" y "Ochoa". Su papel tras la muerte de José Antonio Aguirre en 1960 fue decisivo, mostrando su apoyo incondicional y reforzando la autoridad del nuevo Lendakari Leizaola. 
En 1965 tomó parte en Taormina en la constitución del Equipo Demócrata Cristiano del Estado Español, junto con la Democracia Social Cristiana de Gil-Robles, Unió Democràtica de Catalunya y la Izquierda Democrática Cristiana de Giménez Fernández.
En 1969 el EBB tomó la decisión de renovar los cargos dirigentes del Partido para ser sustituidos por gente más joven, elegida a través de las Juntas Municipales. Sin embargo, tras dos años de ausencia, Juan Ajuriaguerra volvió a reincorporarse a la dirección en un momento en que entraban otros nuevos miembros, como Xabier Arzalluz. A raíz de las movilizaciones por el proceso de Burgos en diciembre de 1970 y de sus muestras de solidaridad con los abogados defensores, fue confinado en Atienza (Guadalajara).
Juan de Ajuriaguerra representó la continuidad del PNV en el exilio durante los años oscuros de la dictadura franquista. Se mantuvo firme a los principios tradicionales del PNV, incluso cuando surgió el nacionalismo radical, lo que le valió no pocas críticas. Se opuso a Ekin, embrión de ETA, y quizá contribuyó a su creación fuera de las juventudes de EGI, al considerar las nuevas generaciones del PNV que la dirección de Ajuriaguerra obstruía cualquier intento de movilización de oposición al régimen, y que su única salida era constituirse en organización ajena a la estructura del partido.

## La transición política (1975-1978)
Tras la muerte de Franco en 1975, en marzo de 1977 se celebró en Pamplona la primera asamblea del PNV tras la dictadura, donde se produjo el relevo generacional del partido, eligiéndose a Carlos Garaikoetxea como presidente el EBB y futuro candidato a la presidencia del Gobierno Vasco. Por su parte, Ajuriaguerra encabezaría la candidatura del PNV por Vizcaya en las primeras elecciones celebradas el 15 de junio de 1977. Su elección como diputado le obligó a abandonar la presidencia del BBB. Como miembro de la Asamblea de Parlamentarios Vascos por el PNV, estuvo presente en el Consejo General Vasco y optó a su presidencia, siendo finalmente elegido el 7 de febrero de 1978, en octava ronda, el socialista Ramón Rubial.
El 2 de marzo de 1978, en una reunión mantenida en el Consejo General Vasco en Guipúzcoa, fue nombrado presidente de la comisión mixta Gobierno-Consejo General Vasco, encargada de la transferencia de las competencias a la institución preautonómica. El restablecimiento de los Conciertos Económicos, las Juntas Generales y el trasvase de poderes constituiríann en ese momento sus preocupaciones más importantes. Fue partidario de una estructura federal de España.
A mediados del mes de mayo de 1978 fue ingresado en el Hospital de Basurto donde se le diagnosticó un cáncer de pulmón. Su muerte el viernes 25 de agosto en Estella provocó una importante conmoción en el seno del partido. La desaparición de quien había sido considerado durante las últimas décadas como la verdadera autoridad del PNV dio lugar a un relevo, que con el transcurrir del tiempo se mostraría muy complicado, por estar condicionado por dos personalidades políticas tan marcadas como Xabier Arzalluz, diputado por Guipúzcoa, y Carlos Garaikoetxea, presidente del Euzkadi Buru Batzar.
El escaño de Juan Ajuriaguerra en el Congreso fue ocupado por el nacionalista Josu Elorriaga. 
Sus restos mortales descansan en el Cementerio de Deusta en su natal Bilbao. El Ayuntamiento de dicha ciudad dio su nombre a una de sus calles, que hasta entonces había llevado el nombre de Espartero, el general liberal que levantó el sitio de la villa durante la Primera Guerra Carlista.